# Erhil
Erhil ist ein osttimoresisches Dorf im Suco Lequitura (Verwaltungsamt Aileu, Gemeinde Aileu).

## Geographie
Die Gebäude von Erhil bilden keine geschlossene Siedlung, sondern stehen locker verteilt, beiderseits der Grenze zwischen den Aldeias Rairema und Lequitura im großen Abstand zueinander. Dazwischen befinden sich Felder und Gärten. Südöstlich liegen die Weiler Nimtael und Mauhae und nordöstlich das Dorf Darahe, in dem sich die nächstgelegene Grundschule befindet. Eine kleine Straße verbindet die Ortschaften mit der Überlandstraße von Aileu im Norden nach Maubisse im Süden. Erhil liegt auf einer Meereshöhe zwischen 1000 m und 1500 m.